# Nicolas Jallot
Pour les articles homonymes, voir Jallot.
Nicolas Jallot, né en 1965 à Renazé, est un écrivain, journaliste et réalisateur français.

## Biographie
Il est né dans le bassin minier des ardoisières du Haut Anjou, à Renazé,. Son père était mineur de fond-perreyeur dans les mines d’ardoises.
Journaliste d’investigation et grand reporter, Nicolas Jallot collabore à plusieurs journaux dont Sens Magazine (1991-1992), Le Point (à partir de 1994), VSD, La Chronique d’Amnesty internationale avant d’entrer à France Soir où il est chef du service étranger. Il quitte le quotidien en 2001 pour entamer une nouvelle carrière de réalisateur de documentaires pour la télévision.
Il a réalisé une vingtaine de documentaires pour des chaînes telles que France 2, France 3, France 5 et Arte. Parmi ses œuvres notables, on peut citer "Le Dissident du KGB" (2010) et "11 Septembre, l'avertissement du commandant Massoud" (2021) .
Nicolas Jallot est également l'auteur de plusieurs ouvrages. Il a publié "Piégés par Staline" (2003) et "Manipulation de l'opinion" (2007). En 2011, il publie aux éditions Stock "Viktor Orekhov, un dissident au KGB", un livre qui accompagne son documentaire sur Viktor Orekhov, un ancien officier du KGB devenu dissident.
Jallot a travaillé avec des professionnels de renom tels que Christophe de Ponfilly, qui l'a initié à la réalisation de documentaires sur l'Afghanistan. Il a également réalisé des projets historiques, dont "De Gaulle chez les Soviets" (2016) et "De Rouen à Hiroshima" (2015), qui relatent des moments clés de l'histoire contemporaine.

## Filmographie
- 2003 : Piégés par Staline (documentaire) - 52 min, France 5, France 3[6]
- 2004 : Une vie volée, 57 ans sans voir la France (documentaire) - 52 min, Planète, France 3
- 2005 : En Immersion… au Mont Blanc (documentaire) - 5 x 42 min, France 2
- 2007 : Sondages, Je t'aime, moi non plus (documentaire) - 52 min, Planète, France 3, TSR
- 2011 : Le dissident du KGB (documentaire) - 75 min, Arte
- 2011 : Penkovsky, espion pour la Paix (documentaire) - 52 min, France 5
- 2012 : Un espion à Pékin (documentaire) - 52 min, Arte
- 2013 : Le dernier secret de Yalta (documentaire) - 52 min, RTS, France 5. Film sélectionné en compétition officielle au FIGRA. Catégorie Terre(s) d’Histoire, 2014
- 2014 : Génocide arménien, le spectre de 1915 (documentaire) - 52 min, RTBF, France 5. Film sélectionné en compétition officielle au FIFDH, Genève, 2015, Film sélectionné au Festival international du film d’Histoire de Pessac, 2015, Film sélectionné au Festival de cinéma de Douarnenez, 2016.
- 2015 : De Rouen à Hiroshima (documentaire) - 52 min, France 5[7]
- 2016 : Dans la peau du premier caméraman de guerre (documentaire) - 70 minutes, MC4 Production
- 2017: De Gaulle chez les Soviets (documentaire) - 55 min, France 3[8]. Film présenté aux Rendez-vous de l’Histoire, Blois, 2016, Film sélectionné dans la catégorie Documentaire de Création au FIPA, 2017, Film sélectionné en compétition officielle au Festival du film et des créations audiovisuelles de Luchon, février 2017.
- 2017 : Aviation, l'héritage de 14 – 18[9] (documentaire) - 70 min, ECPAD – RMC Découverte – LCP
- 2017 : L'île de lumière (documentaire) - 65 min, France 2.
  - Film sélectionné en compétition officielle au Festival du film et des créations audiovisuelles de Luchon (février 2018)[10] et
  - en compétition officielle au Festival international du film d’Histoire de Pessac (2017)[11].
  - Grand Prix du Festival International de la Mer – Les Écrans de la Mer 2019[12].
- 2017 : Football, arme du KGB[13](documentaire) - 52 min, France 5 – Toute l'Histoire
- 2018 : Le IIIe Reich n'aura pas la Bombe The Bataille de l'eau lourde[14] (documentaire) - 52 min, CNRS – Histoire – NRK, France Télévision – France 5
- 2018 : Afghanistan, l'héritage des French doctors (documentaire) - 68 minutes, Interscoop - France 2. Film sélectionné en compétition officielle au Festival international du film d’Histoire de Pessac, 2018[15]. Et, dans la catégorie « Terre d’Histoire », au FIGRA, 2019.
- 2019: The Tomb of USSR, The Afghan trap (documentaire) - 52 min, Interscoop production. Distributed by Ampersand. Film sélectionné en compétition officielle au The Histories and Film Festival in Rasnov (FFIR) (2019)[16]
- 2019 : Afghanistan, le Tombeau de l'URSS (documentaire) - 55 minutes, Interscoop, Toute l'histoire. Film sélectionné en compétition officielle au Festival international du film d’Histoire de Pessac 2019[17]. Film sélectionné en compétition officielle au FIGRA, catégorie « Terre d’Histoire », mars 2020[18].
- 2020 : 11 septembre, l'avertissement du Commandant Massoud[19],[20] (documentaire) - 52 minutes, France Télévisions. Film sélectionné en compétition au FIGRA (2021)[21] et au Festival International du Film d'Histoire de Montréal (2021)[22]
- 2021 : From Massoud to Massoud, Fighting the Taliban[23](documentaire)  - 52 minutes, ZED (société de production)
- 2021 : Massoud, l'Héritage (documentaire)- 93 minutes Histoire TV[24]. Film sélectionné au Festival international du film d’Histoire de Pessac : PRIX du panorama du Documentaire 2021[25], au FIPADOC (2022)[26] et au FIFHM, Festival International du Film d'Histoire de Montréal (Canada, 2022) - PRIX du Meilleur Long Métrage[27],[28].

- 2023 : LIBAN 1982, radiographie d'un massacre (documentaire) , c'est une enquête sur le massacre des réfugiés palestiniens dans les camps de Sabra et Chatila à Beyrouth, au Liban, en septembre 1982. Le film explore les cinq jours qui ont marqué un tournant dans l'histoire du Liban et du Proche-Orient, en se concentrant sur les camps de réfugiés où des centaines de civils ont été méthodiquement tués par une milice chrétienne appuyée par l'armée israélienne. Le documentaire présente un témoignage double, celui du bourreau et celui de la victime, pour comprendre l'impact de ce massacre sur l'histoire du Liban et du Proche-Orient. - 52 minutes, BBC – LCP
- 2024 : Le dernier combat des Gueules bleues[29](documentaire), le film explore l'histoire des ardoisiers-mineurs et leur lutte pour la reconnaissance de leur maladie professionnelle, la silicose[30]. - 52 minutes, France Télévisions – France 3.

## Ouvrages
- Haïti, dix ans d’histoires secrètes, Félin, 1995
- La faucille et la seringue, Félin, 1997 - Lauréat du C.N.L.
- Ces hommes qui ont fait tomber le mur, L'Atelier, 1999
- Piégés par Staline, Belfond, 2003, Pocket, 2004
- Renée Villancher : ma vie volée, Belfond, 2004 - Prix du Récit Biographique 2004, Prix spécial du Jury
- Chevardnadze, le Renard blanc du Caucase, Belfond, 2005
- Manipulation de l'opinion, Stock, 2007
- Viktor Orekhov, un dissident au KGB, Stock, 2011
- Futbol, le ballon rond de Staline à Poutine : une arme politique, (avec Régis Genté) Allary Éditions, Mai 2018[31]
- Au Pays des Gueules bleues, l’histoire des ardoisiers-mineurs (avec Julien Derouet), éditions Ouest-France, 2024